# Daniel Pearson (cyclisme)
Daniel Pearson, né le 26 février 1994 à Cardiff (Pays de Galles), est un coureur cycliste britannique.

## Palmarès et résultats

### Palmarès par année
- 2011
  -  Champion de Grande-Bretagne sur route juniors
  -  Champion du Pays de Galles sur route juniors
- 2014
  - 2e de la Coppa della Pace
  - 2e du championnat de Grande-Bretagne sur route espoirs
- 2015
  - Coppa Ardigò
- 2019
  - 2e étape du Tour de la Mirabelle

### Classements mondiaux
| Année                                 | 2014 | 2015 | 2016  | 2017  | 2018 | 2019  | 2020  | 2021  |
| ------------------------------------- | ---- | ---- | ----- | ----- | ---- | ----- | ----- | ----- |
| Classement mondial                    |      |      | 1137e | 2009e | 745e | 1592e | 1947e | 2339e |
| UCI Europe Tour                       | 389e | 646e | 1282e | 1278e | 576e | 1057e | 1422e | 1561e |
| UCI Asia Tour                         | nc   | nc   | 220e  | 356e  | 268e |       |       |       |
|                                       |      |      |       |       |      |       |       |       |
| Légende : nc = non classéSource : UCI |      |      |       |       |      |       |       |       |